# Ely Galleani
Ely Galleani, eredeti születési nevén Federica Elisabetta De Galleani (Alassio, Liguria, Olaszország), 1953. április 24. –) olasz modell, színésznő, az 1970-es évek olasz bűnügyi és maffiafilmek (poliziotteschi) és erotikus szexkomédiák gyakori szereplője. Rövid pályáját drogproblémái miatt hagyta félbe.

## Élete

### Származása
A liguriai Alassióban született Federica Elisabetta De Galleani néven. Apja egy olasz arisztokrata, üzletember volt, anyja egy litván (vagy ukrán) származású lengyel nő. Féltestvére volt a Svájcban született Halina Zalewska (1940–1976) színésznő, az alessiói „Miss Muretto” szépségverseny 1958-as győztese, aki fiatalon vesztette életét a római lakóhelyén kitört lakástűzben.

### Színészi pályája
1970-ben debütált a filmvásznon Duccio Tessari Quella piccola differenza című komédiájában, Elisabetta De Galleani név alatt. Ezután játszott a kor népszerű olasz horror- és thrillerfilmjeiben (film giallo). Még abban az évben szerepelt Mario Bava rendező 5 bambole per la luna d’agosto c. krimijében, Ira von Fürstenberg mellett, Agatha Christie Tíz kicsi néger c. novellája alapján. Hasonló szex-horrorfilmes szerepei: Egy gyík a nő bőrében (1971), Jean Sorel és Stanley Baker mellett, a Baba Yaga c. fantasy-horror, Carroll Baker és Isabelle De Funès társaságában (1973), és Ugo Liberatore rendező Nero veneziano c. horrorjában (1978), ahol Galleani és Lorraine De Selle együtt szenvednek a sátáni erőktől.
Néhány komolyabb „A”-filmben is szerepelt, így Carlo Lizzani Roma bene c. drámájában Vittorio Capriolival,  és Dino Risi rendező Az olasz nép nevében című politikai krimijében Vittorio Gassman és Ugo Tognazzi mellett, mindkettőt 1971-ben mutatták be. Megjelent Silvio Narezzano rendező 1973-as Senza ragione (Redneck) c. akciófilmjében Telly Savalasszal, és Franco Neróval, továbbá Claude Pinoteau 1976-os A svihák c. olasz-francia vígjátékában, Yves Montand, Agostina Belli és Claude Brasseur társaságában.
Később változatos műfajú „B”-filmekhez került vissza. Megjelent a Dekameron mintájára készült erotikus filmekben, a Jus primae noctis-ban, és az Il sorriso del grande tentatore-ben, ebben Glenda Jackson és Adolfo Celi mellett; továbbá „poliziotteschi”-nek nevezett lövöldözős rendőrsztorikban (La polizia incrimina…), és egy romantikus westernben is (Una donna chiamata Apache). 1977-ben Catherine Deneuve, Jodie Foster, Mariangela Melato és Michele Placido társaságában szerepelt a Casotto nevű nemzetközi turista-vígjátékban.

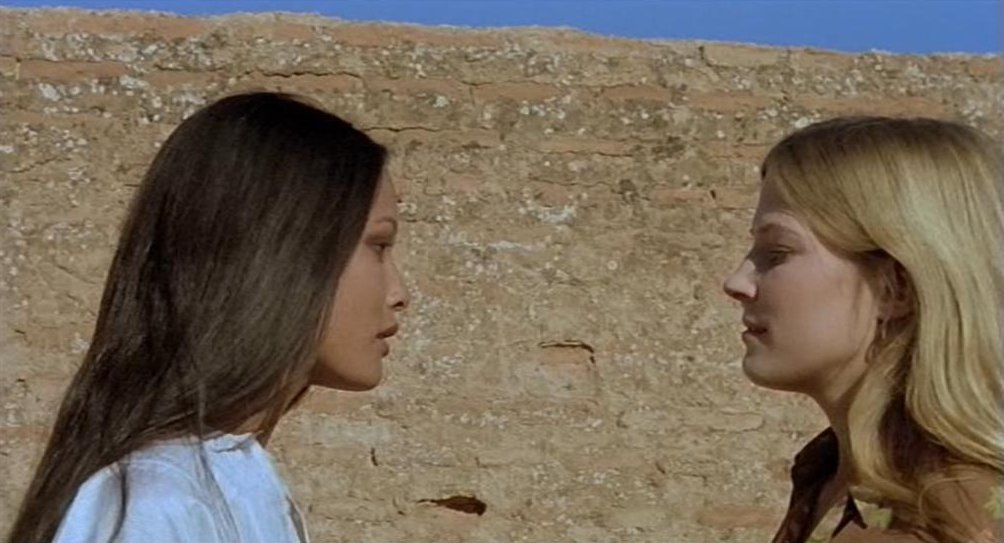
Laura Gemser és Galleani az Emanuelle nera: Orient reportage filmben (1976)

Legismertebb szerepeit azonban a korszak népszerű, leplezetlenül erotikus olasz szex-komédiáiban játszotta, így a Sedicianni-ban (1974), La dottoressa sotto il lenzuoló-ban (1976), utóbbiban Karin Schubert és Alvaro Vitali partnereként. Az Emmanuelle-sorozat mintájára készült, világszerte bemutatott olasz spin–off filmek közül Galleani háromban szerepelt Laura Gemserrel együtt: az 1976-os Emanuelle nera: Orient reportage-ban (megjelent Emmanuelle in Bangkok és Black Emmanuelle II cím alatt is), és ugyanebben az évben a Fekete erotika című szexfilmben (forgalmazzák Eva Nera és Black Cobra Woman címeken is), végül Joe D’Amato rendező 1978-as La via della prostituzione című szexfilmjében (más címei Emanuelle and the White Slave Trade vagy Black Emanuelle in Afrika). Több vígjátékban és erotikus komédiában együtt szerepelt Tom Felleghyvel is.

### Magánélete
Az 1970-es évek elején feleségül ment Carlo Vanzina (1951–2018) olasz filmrendező-producerhez, akitől még 1980 előtt elvált.
Az olasz filmgyártás visszaesése és saját személyes drogproblémái miatt 1978-ban visszavonulni kényszerült a filmszerepléstől. Elvált férjétől, Vanzinától, akinek árnyékában élt. Számvitelt tanult, kiadott egy e-könyvet, majd könyvelőként kezdett dolgozni. Az interneten jelenleg egy blogot működtet, ahol rajongóival kommunikál.

## Főbb filmszerepei
- 1970: Quella piccola differenza; Pat  (Elisabetta De Galleani néven)
- 1970: Il prete sposato / Im Himmel steht kein Doppelbett; Paola
- 1971: 5 bambole per la luna d’agosto / Five Dolls for an August Moon / Island of Terror; Isabel
- 1971: Egy gyík a nő bőrében (Una lucertola con la pelle di donna); Joan Hammond (Edy Gall néven)
- 1971: Az olasz nép nevében (In nome del popolo italiano); Silvana Lazzorini
- 1972: Jus primae noctis; Beata
- 1973: Senza ragione / Redneck; Maria
- 1973: La polizia incrimina la legge assolve; Chicca
- 1973: Baba Yaga / Baba Yaga Devil Witch; Annette
- 1974: Il sorriso del grande tentatore / The Tenpter; Rodolfo barátnője
- 1975: Mark il poliziotto spara per primo / Mark Shoots First; Angela Frizzo
- 1976: La dottoressa sotto il lenzuolo / Under the Sheets; Lella
- 1976: Die Hinrichtung; Pam (Ely de Galleani néven)
- 1976: Emanuelle nera: Orient reportage / Emmanuelle in Bangkok / Black Emmanuelle II ; Frances
- 1976: Fekete erotika (Eva Nera / Black Cobra Woman); névtelen[10]
- 1976: A svihák (Le grand escogriffe); Dorotea
- 1977: Casotto / Beach House; meztelen lány
- 1978: Nero veneziano / Damned in Venice; Christine
- 1978: La via della prostituzione / Emanuelle and the White Slave Trade / Black Emanuelle in Afrika; Susan Towers
- 1978: Sam és Sally (Sam et Sally), tévésorozat; Marjorie
- 1978: Cugine mie / Meine drei Cousinen; Irene